# ملفين إيرفين
ملفين إيرفين (بالإنجليزية: Melvin Irvin) هو شخصية أعمال وسياسي أمريكي، ولد في 4 مايو 1942، وتوفي في 7 يونيو 2014 في غونزاليس في الولايات المتحدة. حزبياً، نشط في الحزب الديمقراطي. وقد انتخب عضو مجلس نواب لويزيانا.